# Emotional Freedom Techniques

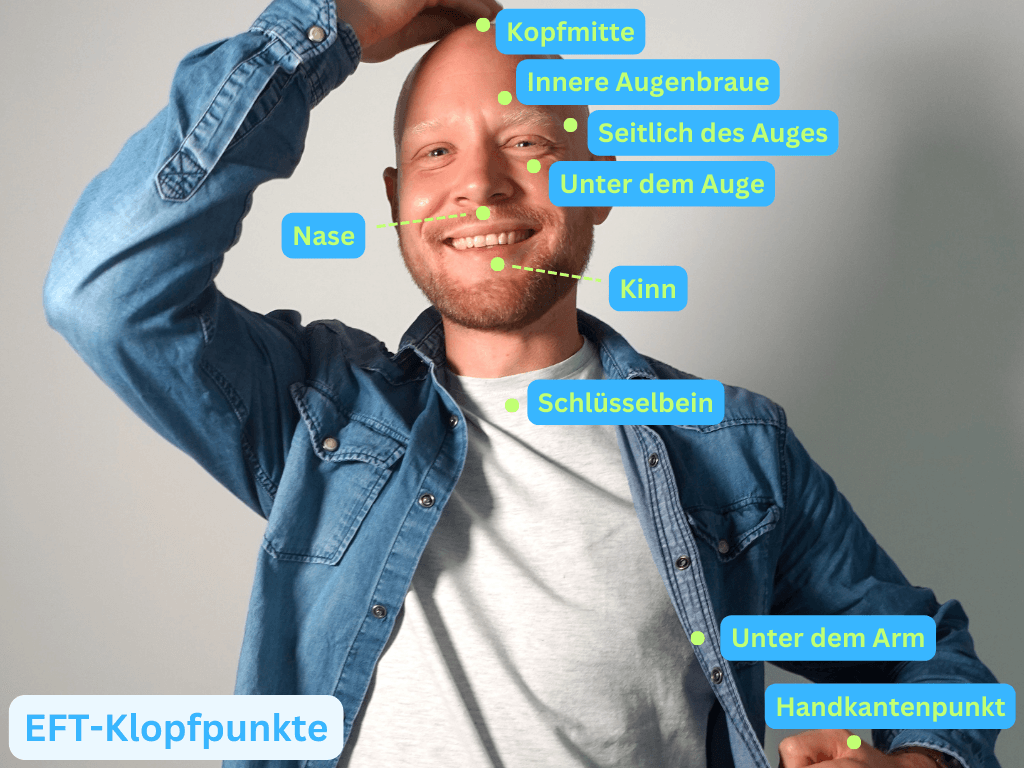
Energiefeldtherapie-Punkte

Emotional Freedom Techniques (deutsch Technik(en) der Emotionalen Freiheit) ist die Bezeichnung eines therapeutischen Konzeptes aus dem Bereich der „energetischen Psychologie“ und stellt eine Methode zur Linderung und Behandlung von Stress und psychischen Störungen durch Stimulation von Akupressurpunkten (Tsubos) dar. Die Wirksamkeit dieser alternativmedizinischen Methode der Klopfakupressur ist wissenschaftlich nicht anerkannt.

## Hintergründe
EFT nimmt für sich in Anspruch, als Technik aus dem wachsenden Feld der sogenannten „Energetischen Psychologie“ im Unterschied zu klassischen psychotherapeutischen Methoden mit dem „Energiesystem“ des menschlichen Körpers zu arbeiten und dabei Neuro-Linguistisches Programmieren (NLP), Meridianlehre und Angewandte Kinesiologie zu verbinden.
EFT wurde in seiner heutigen Form und mit diesem Namen von Gary Craig in den USA entwickelt, wobei die Grundannahmen dieser Behandlungsmethode im Ursprung auf die Vorstellungen der Traditionellen chinesischen Medizin über ein im Körper vorhandenes Energiesystem (Meridian-System) und die Ideen der Angewandten Kinesiologie Bezug nehmen.
Craig, der ursprünglich Ingenieur war und als „Persönlichkeitstrainer“ arbeitete, lernte von dem US-Amerikaner Roger Callahan eine Methode namens Thought Field Therapy (TFT), mit der sich nach Aussage ihrer Vertreter v. a. Phobien innerhalb kurzer Zeit behandeln ließen. Craig vereinfachte bzw. verkürzte den Behandlungsablauf, verknüpfte ihn mit Elementen des NLP und der Angewandten Kinesiologie und nannte diese Methode „emotional freedom techniques“ (EFT).
Seriöse wissenschaftliche Nachweise der behaupteten Wirkungen sind nicht bekannt.